# Wilhelm Lauche
Wilhelm Lauche (21 mai 1827, Gartow – 12 septembre 1883) est un jardinier allemand, dendrologue et pomologue.

## Carrière en horticulture
Lauche est le jardinier du comte de Bernstorff à Gartow, pour son palais. Très tôt, il affirme ses compétences pour la sélection et la conduite des jeunes arbres. Il reçoit sa première formation au parc du château de Ludwigslust et l'approfondit en différents endroits comme Erfurt, Hanovre et Potsdam. Lauche passe cinq ans à mettre en place des pépinières près de Potsdam, jusqu'à ce qu'il se mette à son compte.
En 1869, sa renommée grandissant, il devient responsable de la direction technique des jardins royaux et de la pépinière-école de Potsdam (Königlichen Landesbaumschule und Gärtner-Lehranstalt) auxquels son nom est étroitement associé.
De 1877 à 1879, il est titulaire de la chaire de la Société allemande de pomologie (Deutscher Pomologenverein).
Le musée d'horticulture allemand d'Erfurt possède des représentations de fruits de WilhelmLauche.

## Travaux

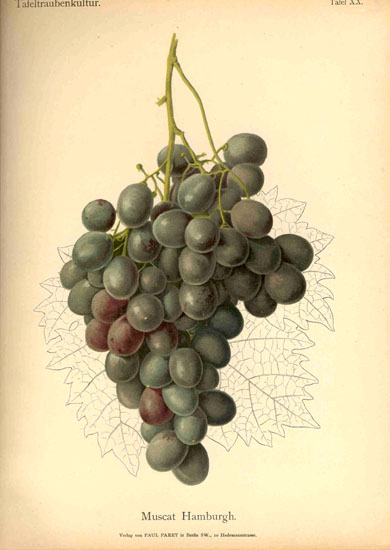
Chromolithographie de grappes de Muscat Hamburgh dans Handbuch der Tafeltraubenkultur (Handbook of Table Grape Culture).

- Deutsche Pomologie, Berlin 1879 – 1884, 6 sections, 300 illustrations en couleur[2].
- Deutsche Dendrologie, Berlin 1880.
- Handbuch des Obstbaues, Berlin 1881.
- Supplément à Édouard Lucas & Johann Georg Conrad Oberdieck, Illustriertes Handbuch der Obstkunde, Parey, Berlin 1883.
- Rudolf Goethe & Wilhelm Lauche: Handbuch der Tafeltraubenkultur. Berlin, Paul Parey, 1895. Édité après sa mort, ce livre utilise ses illustrations de grappes de raisin, l'une d'entre elles figure ci-contre.